# Kim Am
Pour les articles homonymes, voir Kim.
Kim Am (également transcrit Gim Am, en coréen 김암) est un astronome, astrologue, commandant militaire, maître du yin-yang et chaman coréen de la fin du VIIIe siècle, dans le royaume coréen de Silla.

## Biographie
Il est un descendant (petit-fils) du général Kim Yusin,.
Kim Am a étudié le yin-yang en Chine dans la province de Chang'an,. Il a écrit l'ouvrage taoïste Les Principes de transformation des substances (Tungap ipsong pop), également traduit par Forme mythique d'art martial (Tungkapbop) ou Les Principes d'évitement des tiges (Tun'gap ipsong pop),,. Sa Théorie de la géomancie (Pung-su-sol) est la première référence à la géologie connue dans la science coréenne. Selon une légende, en 769, sa prière a provoqué une tempête qui a tué des criquets menaçant de provoquer une famine ; cela suggère qu'il était également considéré comme un chaman, comme certains autres membres de sa famille.  On dit également qu'il était un maître du yin-yang.
Dans le royaume de Silla, on lui a donné une ou plusieurs positions officielles, dont le titre est diversement traduit par « savant des phénomènes célestes », « chercheur accompli en astronomie et science » (Sachon Paksa) ou « great professeur d'astronomie ». En ce qui concerne ce dernier, alors qu'il y a eu d'autres professeurs d'astronomie dans l'histoire coréenne de cette époque, il était le seul à avoir jamais eu le qualificatif « grand » ajouté à son titre.
En 797, il fut nommé envoyé à la cour de Nara, au Japon, où il serait devenu l'un des favoris de l'empereur japonais Kōnin. Il est peut-être le même Kim Am qui a publié un livre (Ha-do Keui) sur son voyage au Japon à cette époque,.
Il était également chef et théoricien militaire, commandant la garnison de Pyongyang, où il aurait entraîné ses troupes dans une « formation de combat à six colonnes ». Il a popularisé les Six stratégies de défense (Yukchin Pyongbop).